# تشارلي هودسون
تشارلي هودسون (بالإنجليزية: Charlie Hodgson)‏ هو لاعب اتحاد الرغبي بريطاني، ولد في 12 نوفمبر 1980 في هاليفاكس في المملكة المتحدة.

## وصلات خارجية
- تشارلي هودسون على موقع دوري الرغبي الممتاز (الإنجليزية)
- تشارلي هودسون عل موقع إسبنسكروم (الإنجليزية)
- تشارلي هودسون على موقع ItsRugby.co.uk (الإنجليزية)